# CVV 5 Papero
Il Papero era un aliante ad ala alta particolarmente progettato per voli a distanza.
Venne progettato da Ermenegildo Preti, del Politecnico di Milano, e realizzato dal Centro per il Volo a Vela del R. Politecnico di Milano negli anni trenta.

## Tecnica

### Cellula
La fusoliera, molto curata dal punto di vista aerodinamico, era a sezione ovoidale ed offriva una sezione maestra di soli 0,43 m2, ridotta al minimo necessario per l'abitabilità del posto di pilotaggio. Rispetto al Pellicano, l'abbassamento del muso e del cruscotto ne migliorò sensibilmente la visibilità.

L'abitacolo era completamente chiuso e posteriormente raccordato con la fusoliera in modo da ottimizzare l'aerodinamica.
Il seggiolino del pilota prevedeva la sistemazione del paracadute e la strumentazione comprendeva una bussola, un variometro, l'indicatore di velocità, un altimetro e l'indicatore di virata e sbandamento. Dietro il pilota trovava posto il barografo.
Gli organi di atterraggio comprendevano un pàttino anteriore carenato e molleggiato, una ruota e un pàttino di coda, molleggiato su tamponi di gomma.

### Superfici alari
Caratterizzato da un'ala a sbalzo, di marcata forma ad M, a pianta totalmente rastremata. La struttura è monolongherone, a cassetta. Dal punto di vista aerodinamico, l'ala usa due profili biconvessi: a debole curvatura all'incastro dell'ala e simmetrici all'estremità.
Su entrambe le superfici dell'ala erano presenti diruttori doppi, a fessura, per fissare la velocità limite a 200 km/h in qualsiasi assetto di volo.
Il timone di direzione aveva una grande superficie e i piani orizzontali erano montati sopra la fusoliera, in posizione avanzata rispetto al timone di direzione.